# Doms de la Renaixença Catalana
Els Doms de la Renaixença Catalana són un conjunt de doms submarins situats a l'àrea de la mar Mediterrània equidistant entre la desembocadura del riu Roine, l'illa de Sardenya i l'illa de Menorca, al voltant de les coordenades 41° 15′ 44″ N/5° 28′ 6″ E.
Descoberts durant les campanyes oceanogràfiques d'exploració i cartografia submarina de la segona meitat del segle xx, els diversos doms foren batejats amb els noms de personatges il·lustres de la Renaixença Catalana. Entre els doms més importants es troben, de nord a sud:
- Dom d'Aguiló, situat a les coordenades 41° 38′ 43,60″N/5°33'56,25"E
- Dom de Milà i Fontanals, situat a les coordenades 41° 38′ 12,06″N/5°23'31,42"E
- Dom de Maragall, situat a les coordenades 41° 38′ 2,40″N/5°13'17,66"E
- Dom de Carner, situat a les coordenades 41° 31′ 56,28″N/5°41'8,07"E
- Dom d'Alcover, situat a les coordenades 41° 3′ 54,52″N/5° 9'42,18"E
- Dom de Clavé, situat a les coordenades 40° 52′ 59,44″N/5°19'48,09"E
- Dom de Fabra, situat a les coordenades 40° 45′ 0,12″N/5°15'57,09"E